# Selzthaltunnel
Der Selzthaltunnel ist ein zweiröhriger Autobahntunnel auf der Pyhrnautobahn A9 in der Steiermark bei Selzthal in Österreich. Im Jahr 2000 wurde die zweite Röhre mit der neuen Abfahrt Liezen/Ennstal und Talübergang eröffnet (Besonderheit: Ausfahrt Ennstal nach links). Er ist vignettenpflichtig.